# France au Concours Eurovision de la chanson 1971
La France a participé au Concours Eurovision de la chanson 1971 à Dublin, en Irlande. C'est la seizième participation de la France au Concours Eurovision de la chanson.
Le pays est représenté par Serge Lama et la chanson Un jardin sur la Terre, sélectionnés en interne par l'ORTF.

## Sélection
L'Office de radiodiffusion-télévision française (ORTF) choisit l'artiste et la chanson en interne pour représenter la France au Concours Eurovision de la chanson 1971.  Figuraient parmi la liste des candidats, Jean Ferrat, Guy Bonnet et Séverine qui, non sélectionnée par la France, représentera et remportera le Concours Eurovision, pour la Principauté de Monaco, cette année-là.

## À l'Eurovision

### Points attribués par la France
| 10 points | Espagne                               |
| 9 points  | Italie                                |
| 8 points  | Allemagne Monaco Portugal Royaume-Uni |
| 7 points  | Irlande Pays-Bas                      |
| 6 points  | Suisse Yougoslavie                    |
| 5 points  | Belgique Luxembourg Norvège Suède     |
| 4 points  | Finlande                              |
| 3 points  | Autriche Malte                        |
| 2 points  |                                       |

### Points attribués à la France
| 10 points                                                              | 9 points         | 8 points                         | 7 points             | 6 points  |
| ---------------------------------------------------------------------- | ---------------- | -------------------------------- | -------------------- | --------- |
|                                                                        | - Pays-Bas       | - Monaco - Suisse                |                      | - Irlande |
| 5 points                                                               | 4 points         | 3 points                         | 2 points             | 1 point   |
| - Allemagne - Espagne - Norvège - Portugal - Royaume-Uni - Yougoslavie | - Italie - Suède | - Autriche - Belgique - Finlande | - Luxembourg - Malte |           |

Serge Lama interprète Un jardin sur la Terre en 7e position lors du concours suivant l'Espagne et précédant le Luxembourg. Au terme du vote final, la France termine 10e sur 18 pays, obtenant 82 points.